# Bernardo Guillermo de Entenza
Bernardo Guillermo de Entenza (? - El Puig, 1237) fue señor de Fraga. Era hijo de Bernardo Guillermo de Montpellier y Jusiana de Entenza, tíos de Jaime I de Aragón.

## Biografía
En julio de 1215 recibió el señorío de Fraga, cedido por su hermano Guillermo de Entenza, junto con la posesión de otros castillos. Tuvo que compartir las rentas de Fraga con el condado de Urgel y el vizcondado de Bearne. El rey permutó las rentas que habían ido a parar a manos del condado de Urgel y las retornó a Fraga en 1215.
Participó en las campañas de reconquista de Mallorca y Valencia, en la que dirigió el asedio de Burriana, siendo herido en 1235, muriendo en 1237 en el El Puig.